# Helmut Rausch
Helmut Rausch (* 4. Juli 1936 in Stolberg (Rhld.); † 2. Dezember 2013 in Berlin) war ein deutscher Unternehmer und Kunsthistoriker.

## Leben
Nach Besuch der Schule und kaufmännischer Ausbildung in Köln arbeitete Rausch von 1956 bis 1961 für Büromaschinenhersteller wie die Kölner Wanderer-Werke und die Compagnie des Machines Bull. In dieser Zeit lernte er den Computerpionier Heinz Nixdorf kennen, mit dem er bis zum Eintritt in dessen Unternehmen 1968 in ständiger Verbindung blieb.
1961 wurde er Geschäftsstellenleiter von Bull Computer in Berlin mit Verantwortung für das Osteuropageschäft. 1967 wurde er Direktor bei den Kölner Wanderer-Werken, und gliedert sie in die im Jahr 1968 neu firmierte Nixdorf Computer AG mit Firmensitz Paderborn ein, zu deren Vorstand er im selben Jahr bestellt wird.

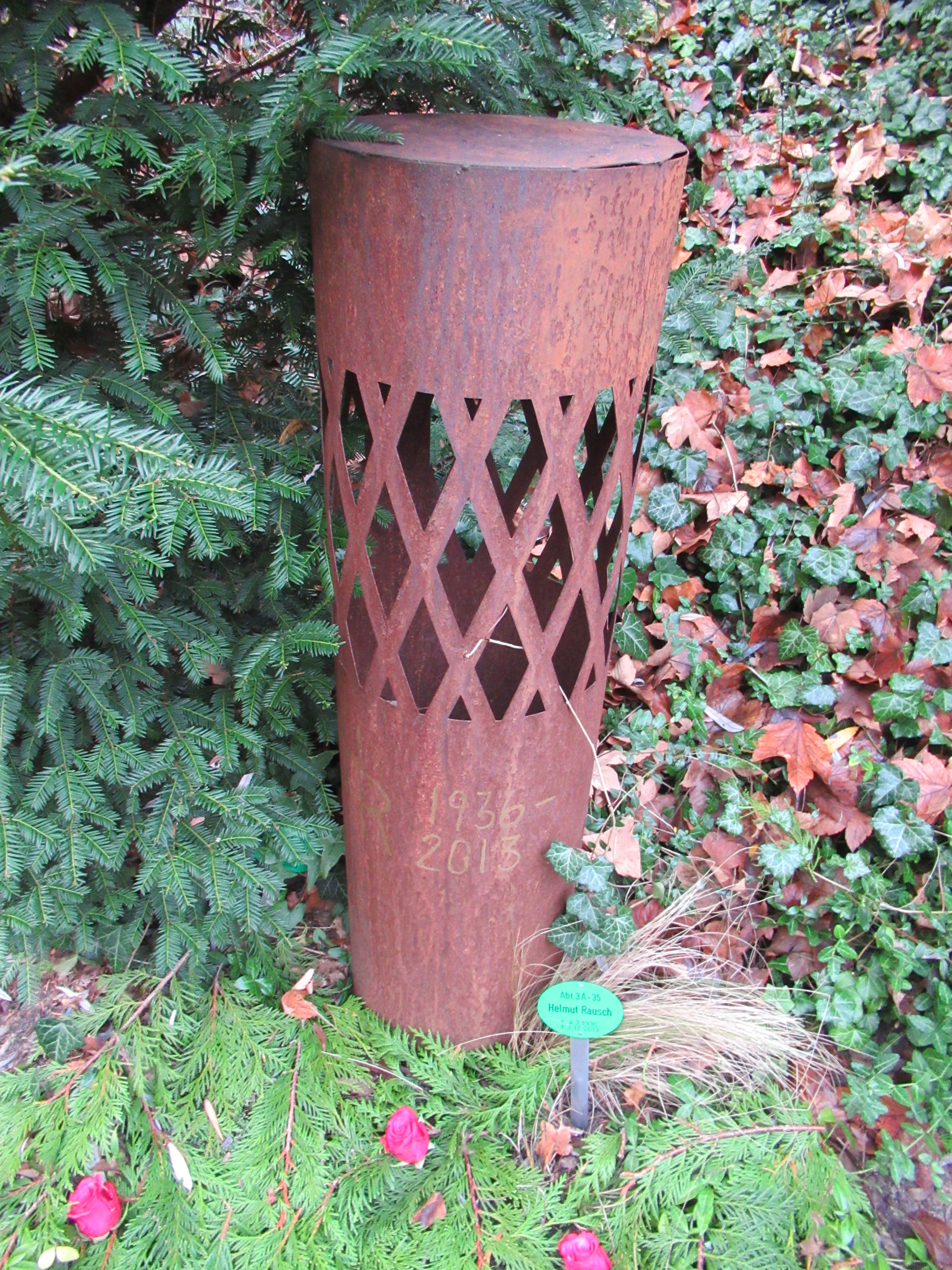
Helmut Rauschs Grab auf dem Friedhof Heerstraße in Berlin-Westend

Von 1968 bis 1982 ist Helmut Rausch Vorstand der Nixdorf Computer AG und prägte in dieser Funktion insbesondere die Bereiche Aus- und Weiterbildung, Unternehmensentwicklung und Kooperationen mit anderen Unternehmen in der für dieses Vorzeigeunternehmen wirtschaftlich erfolgreichsten Zeit.
Mit besonderem Engagement widmete sich Rausch neuen Technologien, insbesondere im damals noch überregulierten Telekommunikationsbereich, der Förderung unternehmerischer Start-Ups im Bereich der Informations- und Kommunikationstechnologie sowie neuen Formen der betrieblichen Ausbildung und der Weiterentwicklung des dualen Ausbildungssystems.

## Selbständigkeit
1982 schied Rausch aus dem Nixdorf-Vorstand aus, um eigene unternehmerische Aktivitäten insbesondere im Bereich der Förderung unternehmerischer Start-Ups zu verfolgen. Er blieb der Nixdorf Computer AG von 1982 bis 1986 als Aufsichtsratsmitglied verbunden.
Ab dem Jahr 2000 studierte Helmut Rausch Kunst- und Kulturgeschichte an der Humboldt-Universität in Berlin und schloss 2006 mit der Magisterarbeit "Heinrich Wölfflin – eine überfällige Spurensuche?" ab, in der eine Neubewertung der Biographie dieses wichtigen Kunsthistorikers angebahnt wird, die nun in einer Dissertation fortgeführt wird.
Helmut Rausch war in erster Ehe von 1962 bis 1986 mit Ehefrau Regine verheiratet, aus der Ehe gehen die Kinder Christopher und Kathrin hervor. In zweiter Ehe war er seit 1986 mit Ehefrau Andrea verheiratet, aus der Ehe gehen die Kinder Sonia und Beatrice hervor.
| Personendaten    | Personendaten                             |
| ---------------- | ----------------------------------------- |
| NAME             | Rausch, Helmut                            |
| KURZBESCHREIBUNG | deutscher Unternehmer und Kunsthistoriker |
| GEBURTSDATUM     | 4. Juli 1936                              |
| GEBURTSORT       | Stolberg (Rhld.)                          |
| STERBEDATUM      | 2. Dezember 2013                          |
| STERBEORT        | Berlin                                    |